# Eremobelba wittmeri
Eremobelba wittmeri är en kvalsterart som beskrevs av Bayoumi och Sandór Mahunka 1979. Eremobelba wittmeri ingår i släktet Eremobelba och familjen Eremobelbidae. Inga underarter finns listade i Catalogue of Life.